# Mieczysław Gocuł
Mieczysław Gocuł (ur. 21 maja 1963 w Choszcznie) – generał Sił Zbrojnych Rzeczypospolitej Polskiej w stanie spoczynku, doktor nauk społecznych w dyscyplinie nauki o obronności, w latach 2010–2013 I zastępca szefa Sztabu Generalnego Wojska Polskiego, w latach 2013–2017 szef Sztabu Generalnego Wojska Polskiego.

## Życiorys
W latach 1983–1987 był podchorążym Wyższej Szkoły Oficerskiej Wojsk Pancernych im. Stefana Czarnieckiego w Poznaniu, a w latach 1994–1996 słuchaczem Akademii Obrony Narodowej w Warszawie. W 2016 po ukończeniu studiów III stopnia na Wydziale Zarządzania i Dowodzenia obronił rozprawę doktorską pt. Wpływ zarządzania zdolnościami operacyjnymi na rozwój Sił Zbrojnych RP. Promotorem dysertacji był płk prof. dr hab. inż. Jarosław Wołejszo. Żołnierz Sił Zbrojnych PRL, a później oficer Sił Zbrojnych RP.
Po ukończeniu w 1987 Wyższej Szkoły Oficerskiej Wojsk Pancernych został wyznaczony na pierwsze stanowisko służbowe dowódcy plutonu czołgów w 9 Pułku Zmechanizowanym 12 Dywizji Zmechanizowanej, a następnie na stanowisko dowódcy szkolnego plutonu czołgów i dowódcy szkolnej kompanii czołgów. W 1994, w drodze wyróżnienia, został skierowany na studia w Akademii Obrony Narodowej. Po ukończeniu studiów w AON został w 1996 wyznaczony na stanowisko dowódcy batalionu czołgów w 12 Brygadzie Zmechanizowanej 12 DZ, a następnie na stanowisko dowódcy batalionu czołgów 6 Brygady Kawalerii Pancernej 12 DZ. W 1999, po ukończeniu Land Force Command and Staff College w Kanadzie, został w tej jednostce wyznaczony na stanowisko szefa Pionu Szkolenia. W latach 2001–2003 pełnił służbę na stanowisku szefa Wydziału Operacyjnego oraz szefa Oddziału Operacyjnego – G3 Dowództwa 1 Korpusu Zmechanizowanego. W 2003 pełnił służbę na stanowisku szefa Oddziału Operacyjnego Sztabu Wielonarodowej Dywizji Centrum-Południe. W 2005 został skierowany na Podyplomowe Studia Operacyjno-Strategiczne w Królewskiej Akademii Studiów Obronnych w Wielkiej Brytanii. Po ukończeniu studiów do końca 2006 roku pozostawał w rezerwie kadrowej Ministra Obrony Narodowej.
W styczniu 2007 wyznaczony został na stanowisko zastępcy szefa Zarządu Planowania Operacyjnego P-3 Sztabu Generalnego WP, a następnie 27 czerwca na szefa Zarządu Analiz Wywiadowczych i Rozpoznawczych P-2 SG WP. W 2007 roku Prezydent RP Lech Kaczyński awansował go na stopień generała brygady. Od 15 lipca 2008 pełnił obowiązki szefa Zarządu Planowania Strategicznego P-5 SG WP. W 2009 roku Prezydent RP Lech Kaczyński awansował go na stopień generała dywizji. 1 października 2010 został I zastępcą szefa Sztabu Generalnego WP. W 2011 roku Prezydent RP Bronisław Komorowski awansował go na stopień generała broni. 23 kwietnia 2013 prezydent RP Bronisław Komorowski mianował go z dniem 7 maja 2013 na stanowisko szefa Sztabu Generalnego Wojska Polskiego. 30 lipca 2014 Prezydent RP Bronisław Komorowski awansował go na stopień generała. Akt mianowania otrzymał 15 sierpnia 2014. 29 kwietnia 2016 prezydent RP Andrzej Duda mianował gen. Mieczysława Gocuła z dniem 7 maja 2016 na drugą kadencję. 31 stycznia 2017 zakończył zawodową służbę wojskową, przechodząc w stan spoczynku. W styczniu 2024 został doradcą ministra obrony narodowej Władysława Kosiniaka-Kamysza oraz szefem zespołu analizującego działania resortu MON w latach 2015-2023. 4 marca 2024 objął obowiązki rektora Akademii Sztuki Wojennej.

## Awanse
- podporucznik – 1987
- generał brygady – 2007[5]
- generał dywizji – 2009[6]
- generał broni – 2011[7]
- generał – 2014[9]

## Ordery i odznaczenia
- Krzyż Kawalerski Orderu Odrodzenia Polski – 2012[16]
- Srebrny Krzyż Zasługi – 2003[17]
- Gwiazda Iraku
- Złoty Medal „Siły Zbrojne w Służbie Ojczyzny” – 2014[18]
- Złoty Medal „Za zasługi dla obronności kraju”
- Medal Sztabu Generalnego Wojska Polskiego – 2024[19]
- Odznaka pamiątkowa SG WP
- Odznaka absolwenta AON
- Miniaturka odznaki tytułu honorowego „Znak Honorowy Sił Zbrojnych RP”
- Medal Pamiątkowy Wielonarodowej Dywizji Centrum-Południe w Iraku
- Order Krzyża Orła I klasy – Estonia, 2014[20]
- Commander Legii Zasługi – Stany Zjednoczone, 2015[21]
- Komandor Orderu Narodowego Legii Honorowej – Francja, 2016[22]